# Maa Ema Corona
Maa Ema Corona est une corona, formation géologique en forme de couronne, située sur la planète Vénus par 40,8° N et 102,5° E. Elle est localisée dans le quadrangle de Shimti Tessera. Elle a été nommée en référence à Maa Ema, déesse estonienne de la récolte. 

## Géographie et géologie
Maa Ema Corona couvre une surface circulaire d'environ 300 km de diamètre. 